# Konstantin Ostrožský
Konstantin Ivanovič Ostrožský (starobělorusky Константин Иванович Острожский, Konstantin Ivanovič Ostrožskij; bělorusky Канстанцін Іванавіч Астрожскі, Kanstancin Ivanavič Astrožski; ukrajinsky Костянтин Іванович Острозький, Kostjantyn Ivanovyč Ostrozkyj; polsky Konstanty Iwanowicz Ostrogski; litevsky Konstantinas Ostrogiškis; kolem 1460 – 11. září 1530) byl vojevůdce a politik raně novověké éry Litevského velkoknížectví, velký hetman litevský v letech 1497–1500 a 1507–30. Kromě této vysoké funkce získal během svého života ještě hodnosti braclavského, zvenyhorodského, vinnického a luckého starosty, zemského maršálka volyňského (1507–1522), kastelána vilenského (1513–22) a vojvody trockého (1522–30). V polsko-litevsko-běloruských dějinách je oceňován jako schopný vojevůdce (proto na Ostrožského počest byla roku 2017 pojmenována mnohonárodnostní Litevsko-polsko-ukrajinská brigáda), věrný své vlasti i přes věroučnou odlišnost od státem preferovaného katolictví. Kromě svého vojenského a politického angažmá byl též významným mecenášem, všemožně podporujícím pravoslaví v litevsko-ruských zemích, kde založil několik kostelů a škol a zasloužil se též o rekonstrukci hlavního pravoslavného chrámu vlastní Litvy – chrámu Přečisté Bohorodice ve Vilně.

## Život
Knížecí rod Ostrožských, nazývající se dle hlavního sídla Ostrohu na Volyni (dnes severozápadní Ukrajina) patřil k významným staroruským (ukrajinsko-běloruským) šlechtickým dynastiím pravoslavného vyznání; svůj počátek traduje od volyňské větve potomků kyjevského knížete Vladimíra Monomacha z panovnického rodu Rurikovců.
Svoji vojenskou kariéru zahájil během vlády polského krále Jana I. Olbrachta. Stal se účastníkem úspěšných válečných tažení proti Krymskému chanátu a Moskevskému knížectví. Za své vítězství nad chánem Mehmedem I. Girejem u Očakova obdržel hodnost velkého hetmana litevského (10. srpna 1497).

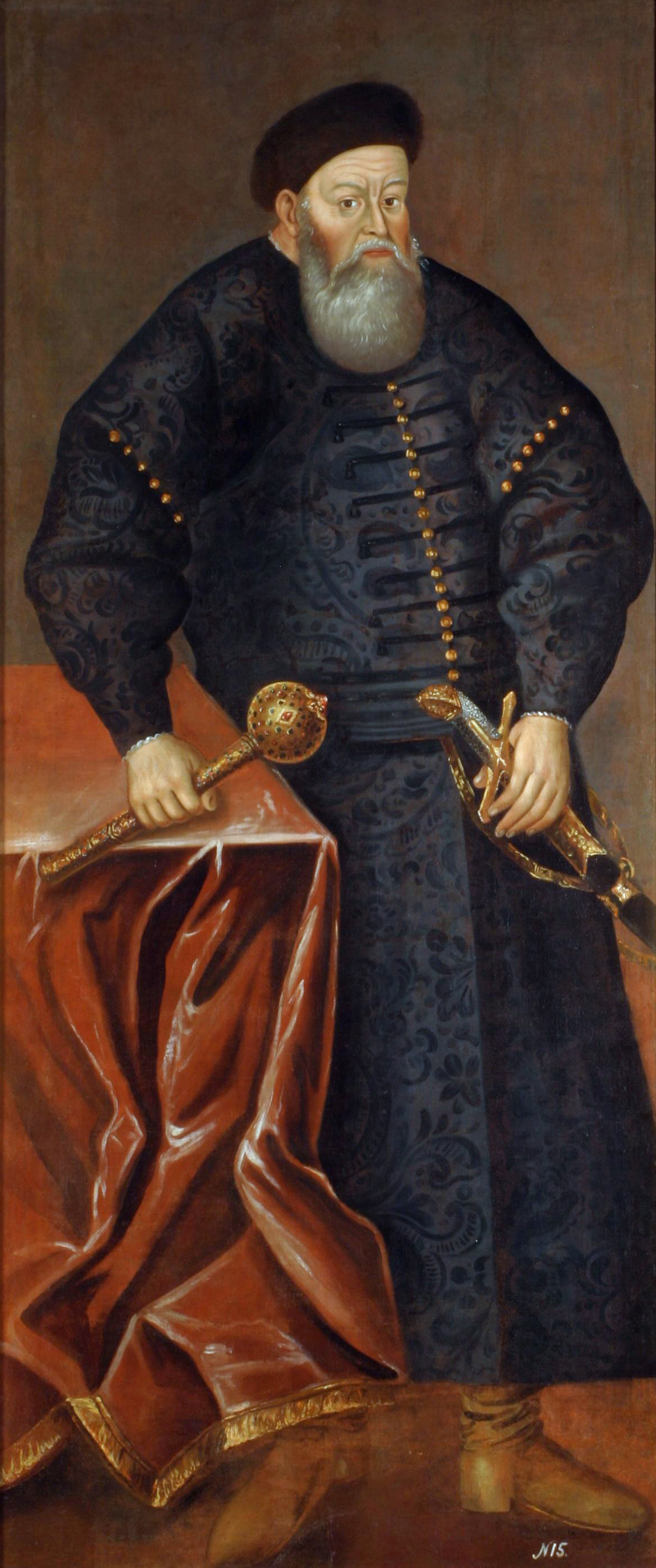
Konstantin Ostrožský jako velký litevský hetman. Portrét z 16. století v galerii zámku v Nesviži

V bitvě nad řekou Vedroší 14. července 1500 jím vedené polsko-litevské vojsko utrpělo drtivou porážku, způsobenou moskevským vojskem. On sám padl do zajetí. V roce 1506 velkokníže Vasilij III. přinutil Ostrožského k podepsání přísahy věrnosti, načež kníže získal dílčí svobodu, jíž však využil k útěku zpět na Litvu (1507). Zikmund I. Starý mu téhož roku vrátil titul velkého hetmana. V roce 1508 u Slucku a v roce 1512 u Višněvce kníže opětně porazil krymské Tatary.
V roce 1512 došlo k obnovení války s Moskvou, jež nakonec trvala do roku 1522. 8. září 1514 litevsko-polské vojsko (jehož součástí byly i dobrovolnické sbory z Čech) pod vrchním velením Konstantina Ostrožského rozbilo v bitvě u Oršy dvojnásobně silné moskevské síly vedené Ivanem A. Čeljadninem a Michailem I. Bulgakovem-Golicou. Byť se následně nepodařilo využít vítězství tak, aby byl získán zpět krátce předtím ztracený Smolensk, šlo i tak o významnou bitvu v dějinách Litvy i Bílé Rusi, jež se svým významem v podstatě rovnala uhájení státní nezávislosti a dlouhodobému zadržení moskevských plánů na připojení běloruských oblastí k carské votčině. (To bylo nakonec Ruským impériem zrealizováno o více než čtvrt tisíciletí později, v tzv. třech děleních Polska.) Pro nábožensky rozštěpené poměry Litvy té doby, vyznačující se diskriminací pravoslavných, bylo ovšem typické, že když byl po skončení války kníže Ostrožský za zásluhy jmenován do úřadu vojvody trockého, vyvolalo to protesty katolické strany, nárokující tento úřad pro sebe.

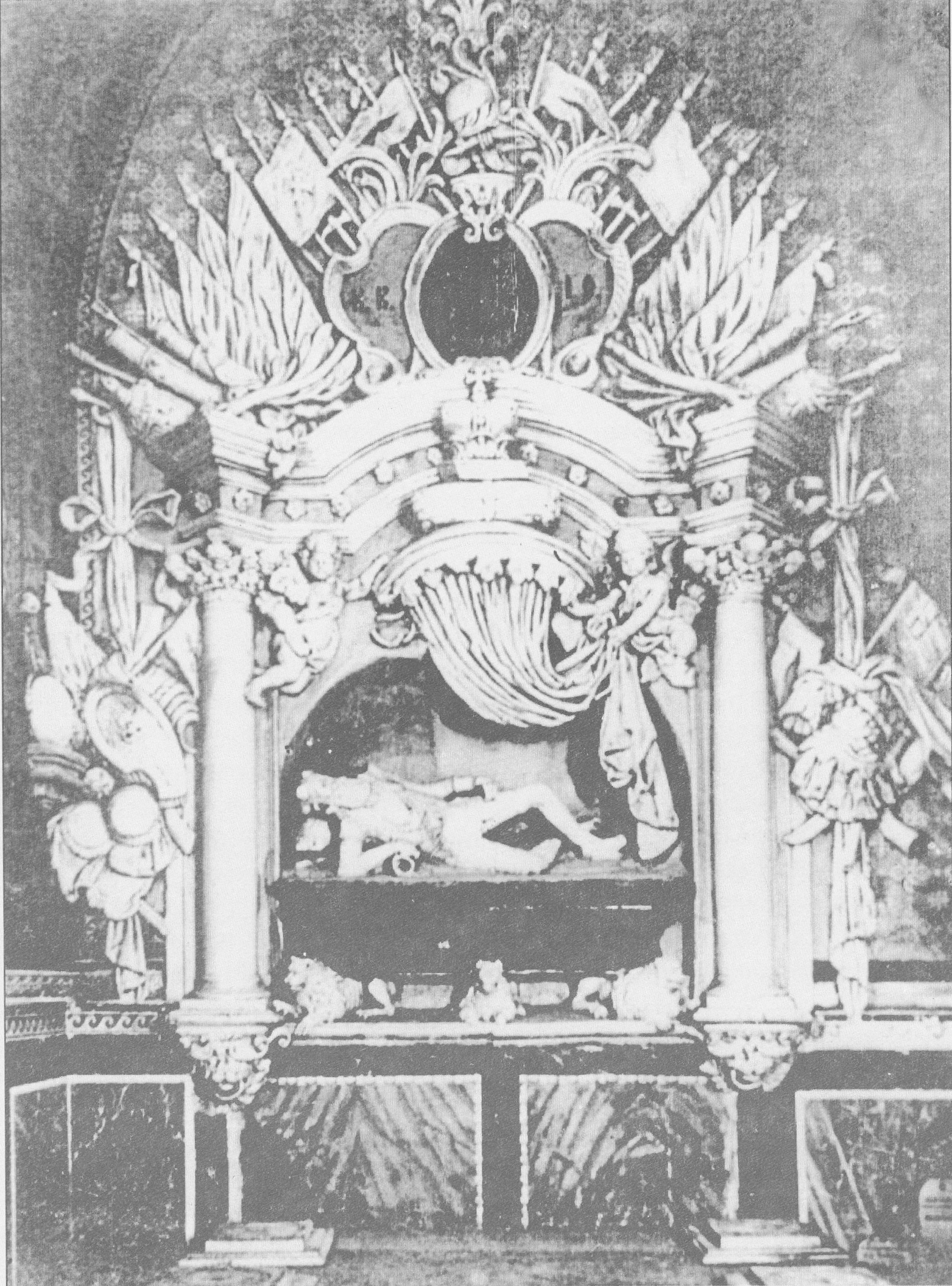
Náhrobek knížete Ostrožského v podzemí Kyjevopečerské lávry, zhotovený k roku 1579 (během 2. sv. války vyhozen Wehrmachtem do povětří spolu s klášterem)

V dalších válečných střetnutích se stárnoucímu hetmanovi dařilo proměnlivě: zatímco 2. srpna 1519 v bitvě u Sokalu Tataři porazili jím spoluvedené vojsko, o několik let později, roku 1527, dokázal nad nimi opět slavně zvítězit v bitvě u Olšanice (jižně od Kyjeva), v níž také bylo z tatarských pout osvobozeno několik desítek tisíc slovanských zajatců. Toto vítězství bylo současníky oslavováno podobně jako to u Orši: kníže Ostrožský byl obdařen čestným titulem summus cum Tataris belli gerendi imperator (latinsky „nejvyšší vůdce pro vedení války proti Tatarům“) a král Zikmund I. Starý připravil v Krakově pro vítězného vojevůdce triumfální vjezd.
Zemřel 11. září 1530 v Turově a jeho tělo bylo přeneseno do Kyjevskopečerské lávry. Jeho krásný raně renesanční náhrobek, dílo polského sochaře Sebastiana Czeszka, byl zničen německými okupanty v listopadu 1941.